# Labbaikudikadu
Labbaikudikadu is een panchayatdorp in het district Perambalur van de Indiase staat Tamil Nadu. 

## Demografie
Volgens de Indiase volkstelling van 2001 wonen er 8.820 mensen in Labbaikudikadu, waarvan 44% mannelijk en 56% vrouwelijk is. De plaats heeft een alfabetiseringsgraad van 72%. 